# Le Figaro
Le Figaro je jeden z vůdčích francouzských deníků. Je spíše konzervativní, pravicově-centristicky laděný. V roce 2006 se dle databáze OJD denně prodalo kolem 330 tisíc výtisků. Tiskne se ve formátu berliner a je nejstarším do současnosti vydávaným francouzským deníkem. Vlastníkem deníku je Le Figaro Group.
Le Figaro byl založen 15. ledna 1826 jako satirický týdeník, který si své motto vzal z Beaumarchaisovy hry Figarova svatba: Sans la liberté de blâmer, il n'est point d'éloge flatteur, tedy česky Bez svobody kritizovat není pravé chvály. V roce 1854 časopis převzal Hippolyte de Villemessant, kterému se podařilo z něj během dvanácti let udělat nejčtenější francouzský deník. Od té doby si přes změny majitelů a orientací deník drží své místo mezi nejvýznamnějšími francouzskými tištěnými médii. Současným vlastníkem je Le Figaro Group.